# Megamyrmaekion algericum
Megamyrmaekion algericum är en spindelart som beskrevs av Simon 1885. Megamyrmaekion algericum ingår i släktet Megamyrmaekion och familjen plattbuksspindlar. Inga underarter finns listade i Catalogue of Life.